# Manuela Biedermann

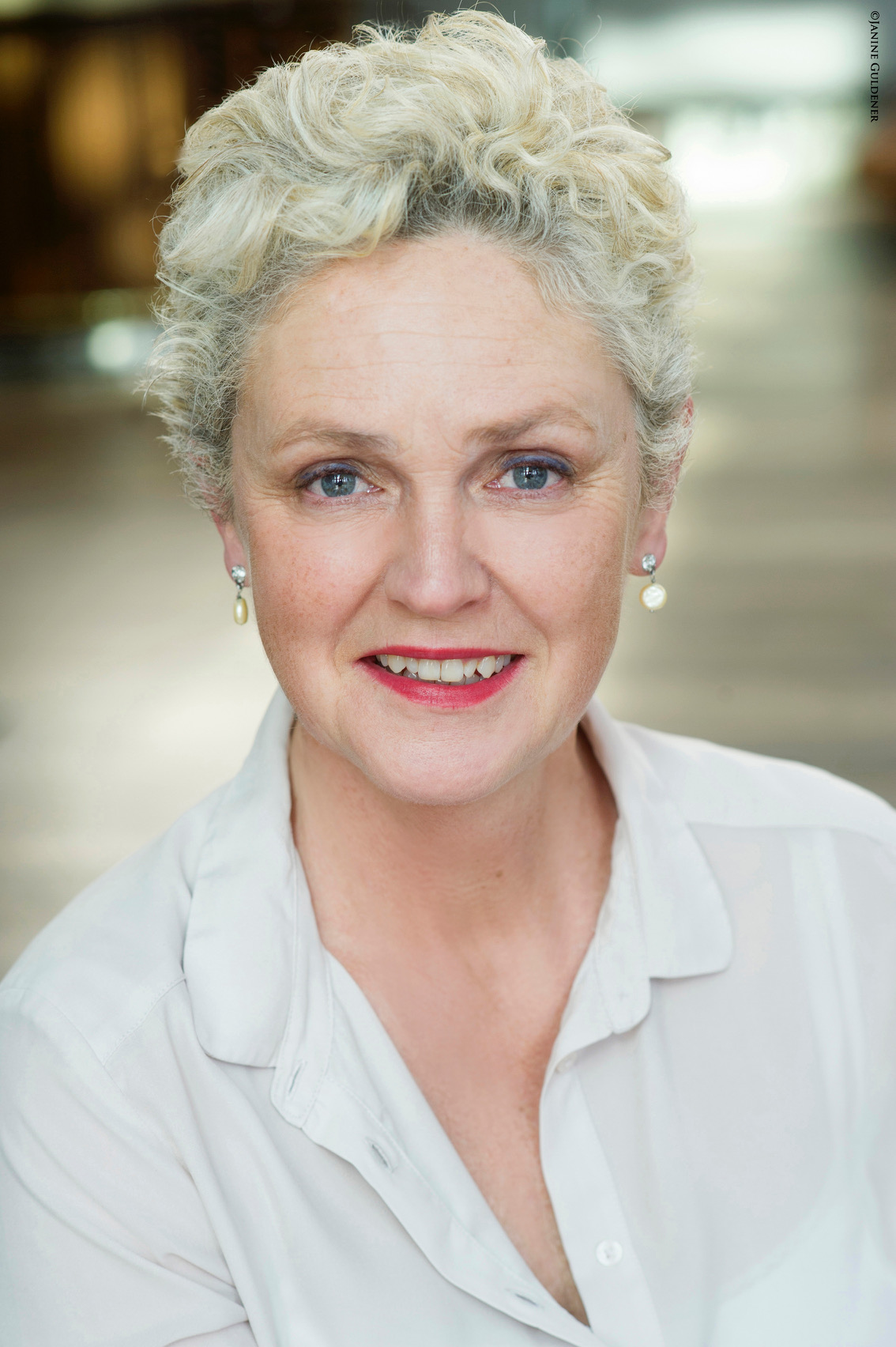
Manuela Biedermann (2018)

Manuela Biedermann (* 1965 in Biel/Bienne, Kanton Bern) ist eine Schweizer Schauspielerin.

## Werdegang
Nach dem Besuch des Wirtschaftsgymnasiums in Biel absolvierte Biedermann von 1986 bis 1989 das «Dramatische Studio» in Bern und Burgdorf unter der Leitung von Eva Klar-Kerbler. Kurz nach Abschluss ihrer Schauspielausbildung ging sie ins erste Engagement am Théâtre pour enfants de Lausanne (TPEL) in Lausanne, wo sie 1989 in der Produktion Les poupées magiciennes unter der Regie von Fulvio die Rolle der Pauline verkörperte. Danach folgten in den Jahren 1991 und 1992 Engagements in der freien Theaterszene in der Schweiz, so am Theater Arte in Basel. In der Spielzeit 1992/93 spielte sie am Theater am Turm in Frankfurt am Main die Rolle der «Sie» in Marguerite Duras’ Die Krankheit Tod.
Von 1993 bis 1996 war sie am Stadttheater St. Gallen im Festengagement. Dort gehörten u. a. die Titelrolle in Fräulein Julie (1993), Lucille in Der Bürger als Edelmann (1993), Recha in Nathan der Weise (1994) und die Königin Elisabeth in Richard III. zu ihren Bühnenrollen.
1996/1997 gastierte sie als Maria in dem Musical Linie 1 am Stadttheater St. Gallen. 1997 übernahm sie am Stadttheater Luzern ausserdem die Rollen Fee/Hexe in einer Produktion von Der Zauberer von Oz. 1998 gastierte sie am Stadttheater Bern unter der Regie von Gerd Heinz als Grisette Rosalie in einer Inszenierung von Dantons Tod. In späteren Jahren wirkte sie auch wieder bei freien Theaterproduktionen mit.
Des Weiteren wirkte Biedermann seit Mitte der 1990er Jahre immer wieder auch in Film- und Fernsehproduktionen mit. Sie arbeitete für das Kino mit Regisseuren wie Christof Schertenleib, Jacob Berger, Lutz Konermann, Dennis Ledergerber, Philipp Stölzl (als ältere Hure in dem Historienfilm Der Medicus), Peter Greenaway (in Walking to Paris) und Andreas Arnstedt (als Bundeskanzlerin Angela Merkel in der Komödie Das schaffen wir schon) zusammen. In dem französischen Fernsehfilm Les Malgré-Elles (2013) verkörperte sie die Direktorin eines französischen Lebensborn-Heims. In der 1. Staffel der deutschen Fernsehserie WaPo Bodensee (2018) war Biedermann in einer Episodenhauptrolle als Klinikleiterin und Stiefmutter Ilse von Lohe zu sehen. Im Januar 2020 wurde sie bei den Solothurner Filmtagen für ihre Rolle als Dorfpolizistin Susann Walter in der 2. Staffel der Serie Wilder mit dem «Prix Swissperform» (ehemals Schweizer Fernsehfilm-Preis) als beste Nebendarstellerin ausgezeichnet. Sie spielte ausserdem in der 2. Staffel der Netflix-Serie Emily in Paris (2021) mit.
Biedermann arbeitet als Schauspielerin in der Schweiz, in Deutschland und Frankreich. Sie ist ausserdem als Synchronsprecherin und professionelle Sprecherin für Hörspiele, Hörbücher und Werbung tätig. Sie ist u. a. die Stimme der Combox von Swisscom. Sie ist Mitglied im Schweizerischen Bühnenkünstler- und Bühnenkünstlerinnenverband und lebt im Kanton Bern.

## Filmografie (Auswahl)
- 1996: Fascht e Familie (Sitcom)
- 1999: Große Gefühle (Kinofilm)
- 2000: Spuren im Eis – Eine Frau sucht die Wahrheit (Fernsehfilm)
- 2000: Tatort: Chaos (Fernsehreihe)
- 2000: Lüthi und Blanc (Fernsehserie)
- 2002: Liebe deinen Vater (Aime ton père) (Kinofilm)
- 2003: Alice im Junkieland (Kurzfilm)
- 2006: Schönes Wochenende (Fernsehfilm)
- 2009: Der Fürsorger (Kinofilm)
- 2012: Un Village Français – Überleben unter deutscher Besatzung (Un Village Français, Fernsehserie, 5 Folgen)
- 2012: Engrenages (Fernsehserie, 1 Folge)
- 2013: Les Malgrés-Elles (Fernsehfilm)
- 2013: Himmelfahrtskommando (Kinofilm)
- 2013: Der Medicus (Kinofilm)
- 2013: Achtung, fertig, WK! (Kinofilm)
- 2014: Unser Kind (Fernsehfilm)
- 2015: Walking to Paris (Kinofilm)
- 2016: Alles renkt sich wieder ein (Kurzfilm)
- 2016: La Femme et le TGV (Kurzfilm)
- 2017: Sarah spielt einen Werwolf (Sarah joue un loup garou)
- 2017: Das schaffen wir schon
- 2018: WaPo Bodensee (Fernsehserie, Folge Schneewittchen)
- 2020: Wilder (Fernsehserie)
- 2020: Advent, Advent (Fernsehserie)
- 2021: Paris Police 1900 (Fernsehserie)
- 2021: Emily in Paris (Fernsehserie, Netflix)
- 2021: Capelli Code (Fernsehserie, zwei Folgen)
- 2022: Semret (Kinofilm)
- 2022: A Forgotten Man (Kinofilm)
- 2023: Retour en Alexandrie (Kinofilm)
- 2024: Polvo serán (Kinofilm)

## Auszeichnungen
- 2012: Best Actress Prize für Cappuccino, LGTB Festival Malaga
- 2020: Solothurner Filmtage, Prix Swissperform, weibliche Nebenrolle in Wilder[5]